# Bulbophyllum dischidiifolium
Bulbophyllum dischidiifolium é uma espécie de orquídea (família Orchidaceae) pertencente ao gênero Bulbophyllum. Foi descrita por Johannes Jacobus Smith em 1909.